# الدوري التونسي لكرة اليد 2008–09
الدوري التونسي لكرة اليد 2008-2009 هو الدورة 54 من الدوري التونسي لكرة اليد للرجال. شارك فيها 12 فريقا.

فاز بهذا الموسم الترجي الرياضي التونسي ، وجاء ثانيا النجم الرياضي الساحلي.

## روابط خارجية
- الموقع الرسمي للجامعة التونسية لكرة اليد.